# Félix Tagawa
Félix Tagawa (Tahiti, 23 marzo 1976) è un allenatore di calcio ed ex calciatore tahitiano, di ruolo attaccante, poi divenuto tecnico dell'Hienghène Sport.

## Carriera

### Nazionale
Ha collezionato 22 presenze e 14 reti con la maglia della Nazionale.

## Palmarès

### Giocatore

#### Club

##### Competizioni nazionali
- Tahiti Division Fédérale: 1

Dragon: 2012

### Competizioni nazionali
- Division Honneur: 2

2017, 2019
- Coppa della Nuova Caledonia: 1

2019

#### Competizioni internazionali
- OFC Champions League: 1

Hienghène Sport: 2019